# 런치박스 (영화)
《런치박스》(영어: The Lunchbox, 힌디어: द लंच बॉक्स)는 2013년 공개된 인도의 드라마 영화이다. 감독 리테시 바트라의 장편 영화 연출 데뷔작이다.
평단으로부터 대체로 호평을 받았다.

## 줄거리
"잘못 탄 기차가 목적지에 데려다 준다"
남편에게 보내는 도시락이 아내와 사별하고 조기 퇴직을 신청한 중년의 외로운 사잔에게 배달되면서 남편과 소원해진 주부 일라는 편지를 주고받게 된다. 편지를 주고받을수록 서로의 마음을 이야기하며 교감하게 되고, 서로의 생활에 변화를 가져오게 되는데...

## 출연
- 이르판 칸 - 사잔 역
- 님라트 카우르 - 일라 역
- 나와주딘 시디키 - 샤이크 역